# Cedrela saltensis
Cedrela saltensis là một loài thực vật có hoa trong họ Meliaceae. Loài này được M.A.Zapater & del Castillo mô tả khoa học đầu tiên năm 2004.